# 西北瑞士大区
西北瑞士大区（德語：Grossregion Nordwestschweiz）是瑞士联邦的七个大区之一。根据瑞士联邦统计署的定义，西北瑞士大区由位于瑞士的三个联邦州组成：巴塞尔城市州、巴塞尔乡村州和阿尔高州。
在欧盟设立的地域统计单位命名法中，西北瑞士大区的范围与联邦统计署定义相同，为第二等级区划。